# Center za mobilnost in evropske programe izobraževanja in usposabljanja
Center RS za mobilnost in evropske programe izobraževanja in usposabljanja (s kratico CMEPIUS) je javni zavod RS, ustanovljen leta 2002 z namenom zagotavljanja mobilnosti mladine in zaposlenih v vzgoji in izobraževanju ter opravljanja strokovno-tehničnih in administrativnih nalog za izvajanje programov Evropskih skupnosti za izobraževanje in usposabljanje ter zagotavljanje študijske mobilnosti.
Izvaja EU program Erasmus+, skrbi za štipendije pri CEEPUS, bilaterali, Osimu in tečajih slovenskega jezika, sodeluje pri projektih eTwinning, platforma EPALE, EURAXESS, Study in Slovenia, Evropsko jezikovno priznanje, ESS – Inovativni javni zavod, organizaciji dogodkov, evalvaciji programov ter podeljevanju priznanj kakovostnim projektom (jabolka kakovosti (2006–) in zlati kabel za najboljše projekte programa eTwinning).
Njegovi pretekli EU projekti so Erasmus Mundus, Socrates in Vseživljenjsko učenje (Comenius, Erasmus, Leonardo da Vinci, Grundtvig).

## Vodstvo
Vodi ga direktorica Alenka Flander, ki je bila leta 2019 ponovno izvoljena za štiri leta. To funkcijo opravlja od leta 2011. Pred njo sta ga vodili Majda Širok (2003–2009) in Maja Mihelič Debeljak (2009–2011). Flanderjeva v tem zavodu dela od leta 2003.

### Svet zavoda
Svet zavoda je izvoljen do 9. julija 2024. Člane razen predstavnice delavcev sta predlagali ministrstvi za finance oz. za izobraževanje:
- Maja Mihelič Debeljak (predsednica sveta zavoda)
- Simon Starček
- Katja Novak
- Vanessa Marcola
- Terezija Trupi
- Anja Fortuna
- Tina Kenk (predstavnica delavcev)